# Episodi di Will Trent (terza stagione)
La terza stagione della serie televisiva Will Trent, composta da 18 episodi, è stata trasmessa in prima visione assoluta negli Stati Uniti d'America su ABC dal 7 gennaio al 13 maggio 2025.
In Italia la stagione è stata distribuita sul servizio di streaming on demand Disney+ dal 12 marzo al 2 luglio 2025.
A partire da questa stagione entra nel cast regolare Gina Rodriguez.
| nº | Titolo originale                                                         | Titolo italiano                                                 | Prima TV USA     | Pubblicazione Italia |
| -- | ------------------------------------------------------------------------ | --------------------------------------------------------------- | ---------------- | -------------------- |
| 1  | I'm a Guest Here                                                         | I'm a Guest Here                                                | 7 gennaio 2025   | 12 marzo 2025        |
| 2  | Sunny-Side Up                                                            | Uova al tegamino                                                | 14 gennaio 2025  | 12 marzo 2025        |
| 3  | Find a New Pond                                                          | Trova un altro stagno                                           | 21 gennaio 2025  | 19 marzo 2025        |
| 4  | Floor Is Lava                                                            | Camminare sulle uova                                            | 28 gennaio 2025  | 26 marzo 2025        |
| 5  | Breathe with Me                                                          | Respira con me                                                  | 4 febbraio 2025  | 2 aprile 2025        |
| 6  | No Faith in Second Chances                                               | Non credo nelle seconde opportunità                             | 11 febbraio 2025 | 9 aprile 2025        |
| 7  | Mariachi Shelly's Frankenstein                                           | Il Frankenstein di Mariachi Shelly                              | 18 febbraio 2025 | 16 aprile 2025       |
| 8  | Abigail B.                                                               | Abigail B.                                                      | 25 febbraio 2025 | 23 aprile 2025       |
| 9  | This Kid's Gonna Be Alright                                              | Questo ragazzo starà bene                                       | 11 marzo 2025    | 30 aprile 2025       |
| 10 | Regarding the Death of Whitney McAdams                                   | Sulla morte di Whitney McAdams                                  | 18 marzo 2025    | 7 maggio 2025        |
| 11 | Best of Your Recollection                                                | Quanto ti ricordi                                               | 25 marzo 2025    | 14 maggio 2025       |
| 12 | You're the Worst Person in the World                                     | Sei la persona peggiore del mondo                               | 1º aprile 2025   | 21 maggio 2025       |
| 13 | One of Us Now                                                            | Uno di noi ora                                                  | 8 aprile 2025    | 28 maggio 2025       |
| 14 | A Funeral Fit for a Quartermaine                                         | Un funerale adatto per un Quartermaine                          | 15 aprile 2025   | 4 giugno 2025        |
| 15 | The Most Beautiful, Fierce, Smart, Powerful Creature in the Entire World | La creatura più bella, feroce, intelligente e potente del mondo | 22 aprile 2025   | 11 giugno 2025       |
| 16 | Push, Jump, Fall                                                         | Spingi, salta, cadi                                             | 29 aprile 2025   | 18 giugno 2025       |
| 17 | Why Hello, Sheriff                                                       | Salve, sceriffo                                                 | 6 maggio 2025    | 25 giugno 2025       |
| 18 | Listening to a Heartbeat                                                 | Ascoltare un battito del cuore                                  | 13 maggio 2025   | 2 luglio 2025        |

## I'm a Guest Here
- Titolo originale: I'm a Guest Here
- Diretto da: Ramón Rodríguez
- Scritto da: Liz Heldens e Daniel Thomsen

### Trama
- Guest star: Kevin Daniels (Franklin), Douglas Smith (agente speciale Gross), Antwayn Hopper (Rafael Wexford), Isaac Keys (Lincoln Spelling), Marla Gibbs (signora Pearl)
- Altri interpreti: Cora Lu Tran (Nico), Owen Trumbly (Max Ormewood), Jophielle Love (Cooper Ormewood), Isaiah Stratton (agente O'Hara), Todd Allen Durkin (capitano Dennis Heller), Matthew Sean Blumm (capitano Norton Cromwell), Olivia D. Dawson (sindaco Barbara Anthony), Thom Scott II (Robbie), Kasey O'Barr (Chester), Kylie Kwon (Katie), Josué Charles (Peanut), Ryan Lewis (Jerry / uomo mascherato), Tim Davidson (Sammy il postino), Leah Merritt (Sally), Beau Wilson (Benji Hazzard), Camille Bennett (Debbie Gland), Shivani Persaud (Clerk), Jennifer Keane (Cindy / donna arrabbiata), Whitney Christopher (Kathy Humps), Huntington Daly (Bougie Man), Christian Yeung (reporter #1), Shyann Malone (reporter #2), Laura Dooling (interprete dei segni)

## Uova al tegamino
- Titolo originale: Sunny-Side Up
- Diretto da: Eric Dean Seaton
- Scritto da: Juliet Lashinsky-Revene e Henry "Hank" Jones

### Trama
- Guest star: Douglas Smith (agente speciale Gross), Antwayn Hopper (Rafael Wexford), Kyrie McAlpin (Sunny), Dan Gill (John Shelley), Melissa Jo Bailey (Dolores Fields), Isaac Keys (Lincoln Spelling), Brice Anthony Heller (Mack)
- Altri interpreti: Matthew Sean Blumm (capitano Norton Cromwell), Olivia D. Dawson (sindaco Barbara Anthony), Kurt Yue (Pete Chin), Bobbie Eakes (rappresentante P.O.S.T. #1), Allen Earls (rappresentante P.O.S.T. #2, Christian Yeung (reporter #1), Shyann Malone (reporter #2)

## Trova un altro stagno
- Titolo originale: Find a New Pond
- Diretto da: Howard Deutch
- Scritto da: Karine Rosenthal

### Trama
- Guest star: Kevin Daniels (Franklin), Dan Gill (John Shelley), Sunny Mabrey (Francesca "Franny" Sovrano), Chris Cafero (Rocco Sovrano)
- Altri interpreti: Cora Lu Tran (Nico), Christina Wren (Caroline), Todd Allen Durkin (capitano Dennis Heller), Kurt Yue (Pete Chin), David Shae (Marcello Sovrano), Amanda Fallon Smith (Sofia Sovrano), Jane Rumbaua (Jacinta Banchoff), Terrence Clowe (Manuel Vega), Sabrina Jie-A-Fa (Olivia Broadus), Isabella Alonso (Poppy), Viviana Chavez (Alma Marquina), Will Holland (Davis Fierro), Jose Miguel Vasquez (Brent), Whitney Christopher (Kathy Humps), Amber Erwin (dottoressa), Ray Bengston (membro del consiglio di amministrazione #1), Tomeka McWilliams (membro del consiglio di amministrazione #2)

## Camminare sulle uova
- Titolo originale: Floor Is Lava
- Diretto da: Keith Powell
- Scritto da: Britta Lundin

### Trama
- Guest star: Eden Malyn (Helen Anderson), Ellen Tamaki (agente Case), Kyrie McAlpin (Sunny)
- Altri interpreti: Ahmad Ghafouri (Glenn Evans), Matthew Swift (Lloyd Witham), Demise Harp (Kent), Gary Tiedemann (pubblico), Christina Wren (Caroline), Califf Guzman (finto agente CIA), Michelle Rose (finta agente CIA)

## Respira con me
- Titolo originale: Breathe with Me
- Diretto da: Gregory Smith
- Scritto da: Inda Craig-Galván

### Trama
- Guest star: LisaGay Hamilton (Evelyn Mitchell), Zabryna Guevara (Martha Lam), Andrea Syglowski (Juanita Cartwright), Imani Hakim (Evelyn Mitchell da adolescente)
- Altri interpreti: Brad Brinkley (Grant), Rabon Hutcherson II (Scottie), Steven Crane (Mike Cole), James Andrew Kientzy (Stacey Cole), Terence Rosemore (Tucker Stevenson), Hart Morse (BJ), Justice Freedom Jones (Faith da adolescente), Mildred Marie Langford (agente Nealy)

## Non credo nelle seconde opportunità
- Titolo originale: No Faith in Second Chances
- Diretto da: Sheree Folkson
- Scritto da: Kath Lingenfelter

### Trama
- Guest star: Antwayn Hopper (Rafael Wexford), Kyrie McAlpin (Sunny), Dan Gill (John Shelley), Zabryna Guevara (Martha Lam), Federico Rodriguez (Freddy Markovic), K. Todd Freeman (Carver)
- Altri interpreti: Kurt Yue (Pete Chin), Todd Allen Durkin (capitano Dennis Heller), Christina Wren (Caroline), Bree Shannon (Heather Olson), Chris Burns (Kenan Peters), Cynthia Evans (Joyce Peters), Michael Beasley (Dax Mason), Harper J. Harris (Meadow Breaffy), Noshir Dalal (Elias Baidwan), Teisha Speight (Mia Elkan), Christian Stokes (Burly Parolee), Tim Peek (agricoltore)

## Il Frankenstein di Mariachi Shelly
- Titolo originale: Mariachi Shelly's Frankenstein
- Diretto da: Holly Dale
- Scritto da: Adam Toltzis

### Trama
- Guest star: Kevin Daniels (Franklin), Antwayn Hopper (Rafael Wexford), Kyrie McAlpin (Sunny), Dan Gill (John Shelley), Federico Rodriguez (Freddy Markovic), Kurt Yue (Pete Chin), Christina Wren (Caroline)
- Altri interpreti: Todd Allen Durkin (capitano Dennis Heller), Chris Burns (Kenan Peters), Cynthia Evans (Joyce Peters), Rolando Fernandez (Gustavo), Teisha Speight (Mia Elkan), Shannon Vick (paramedico #1), Caleb Wilkinson (paramedico #2)

## Abigail B.
- Titolo originale: Abigail B.
- Diretto da: Gail Mancuso
- Scritto da: Antoine Niguel Perry

### Trama
- Guest star: Scott Foley (Seth McDale), John Ales (Harlan Remy Jenner), Kosha Patel (Raina), Ariana Madix (sé stessa)
- Altri interpreti: Lina Patel (Bhavana), Alina Lia (Ashli), Kristopher Charles (Silas), Reya Anderson (Abigail), Erwin Chung (Ming), Royal Allen (Jude), Janice Miley Wesley (donna che sviene), Catherine Atkinson (donna che starnutisce), Sheryl Carbonell (infermiera)

## Questo ragazzo starà bene
- Titolo originale: This Kid's Gonna Be Alright
- Diretto da: Holly Dale
- Scritto da: Henry "Hank" Jones

### Trama
- Guest star: Kevin Daniels (Franklin), Antwayn Hopper (Rafael Wexford), Marcus Gladney Jr. (New Milli), Ptolemy Slocum (Albert), Deion Smith (Jeremy Mitchell), Phillip Garcia (Frankie Sanchez), Scott Foley (Seth McDale)
- Altri interpreti: Cris Ruiz (Slo Blizzy), LaRonn Marzett (H. Beltline), Morgan Brown (Marty), Josué Charles (Peanut), Kurt Yue (Pete Chin), Sekou Laidlow (Keir), Camryn Jade (Tanya), Ira Carmichael (produttore), Melanie Miranda (ragazza con cuffie), John Adrian (Tom), Cassie Brown (studentessa), Amanda Young (studentessa #2), Alex Bernadotte (agente della narcotici)

## Sulla morte di Whitney McAdams
- Titolo originale: Regarding the Death of Whitney McAdams
- Diretto da: Lea Thompson
- Scritto da: Aja Hoggatt

### Trama
- Guest star: Darius Jordan Lee (Elijah Buckley), Latarsha Rose (Lorraine Potts), Briyana Guadalupe (Whitney McAdams), A'zaria Carter (Tasha Hargrove)
- Altri interpreti: Deion Smith (Jeremy Mitchell), Owen Trumbly (Max Ormewood), Jophielle Love (Cooper Ormewood), Kurt Yue (Pete Chin), Yvonne Senat Jones (Michelle McAdams), Lazell Brown (Gavin Overton), Christian Chase Jones (Jayden), Kaylan Montgomery (Molly), Jai Santiago (avvocato), Taylor Farrar (Rashida), Cameron Ragin (Colin), Casey Wortham (Natalie), Sydney Dupree (Zoe), Randy Barco (Tony)

## Quanto ti ricordi
- Titolo originale: Best of Your Recollection
- Diretto da: Crystle Roberson Dorsey
- Scritto da: Rebecca Murga

### Trama
- Guest star: Kecia Lewis (Odessa Shaw), Deanne Bray (Ruth Galarza), Margot Anderson-Song (Lily Galarza)
- Altri interpreti: Todd Allen Durkin (capitano Dennis Heller), Tony Aparicio (Marco), Nico Gomez (ragazzo di 16 anni), Marsuvio Sánchez (Paco), Drez Ryan (Randolph), Mildred Marie Langford (agente Nealy), Pete Mangum (poliziotto), Whitney Lavaux (tecnico informatico), Jasmine Yampierre (passante), Henry Bazemore Jr. (rappresentante delle risorse umane), Fred Galyean (rappresentante per le pubbliche relazioni)

## Sei la persona peggiore del mondo
- Titolo originale: You're the Worst Person in the World
- Diretto da: Laura Snow
- Scritto da: Natalia Anderson

### Trama
- Guest star: Scott Foley (Seth McDale), Robin Weigert (Rain Woods), Laila Pruitt (Finn Lambert), Kyrie McAlpin (Sunny)
- Altri interpreti: Stefanie Butler (Sydney), Katy Wilson (Jade Meritson), Dana Elaine (Aster Danforth), Tyler Buckingham (Gabriel), Alyssa Michele (Franny), Anthony S. Goolsby (Quincy), Gunner Willis (Kyle), Tony Aparicio (Marco), Gray Hawks (Martin), Elizabeth Becka (donna anziana), Tim Ware (uomo anziano), Stuart Williams (Young Uni), Joseph Yang (Quan)

## Uno di noi ora
- Titolo originale: One of Us Now
- Diretto da: Howard Deutch
- Scritto da: Juliet Lashinsky-Revene

### Trama
- Guest star: Scott Foley (Seth McDale), Robin Weigert (Rain Woods), Laila Pruitt (Finn Lambert), Kate Pittard (Naomi), Michael Maize (Ike Cass)
- Altri interpreti: Deion Smith (Jeremy Mitchell), Christina Wren (Caroline), Isaiah Stratton (agente O'Hara), John Machesky (agente Petrakis), Cora Lu Tran (Nico), Katy Wilson (Jade Meritson), Tyler Buckingham (Gabriel), Anthony S. Goolsby (Quincy), Alyssa Michele (Franny), Dominic Bell (Reed), Anya Koné (infermiera), Justin W. Walker (membro OLAS)

## Un funerale adatto per un Quartermaine
- Titolo originale: A Funeral Fit for a Quartermaine
- Diretto da: Angela Barnes
- Scritto da: Daniel Thomsen

### Trama
- Guest star: Scott Foley (Seth McDale), Antwayn Hopper (Rafael Wexford), Kyrie McAlpin (Sunny), Andres G. Velez (Will da giovane), Yannick Haynes (Rafael da giovane), Gigi Zumbado (Ivy), Roxzane T. Mims (Pearl da giovane), Deion Smith (Jeremy Mitchell)
- Altri interpreti: Owen Trumbly (Max Ormewood), Jophielle Love (Cooper Ormewood), Todd Allen Durkin (capitano Dennis Heller), Chadwick Farley (Emil Grant), Josué Charles (Peanut), James Choi (Eddie), Camryn Jade (Tanya), Anny Jules (paramedico), Benjamin Sprunger (Henry)

## La creatura più bella, feroce, intelligente e potente del mondo
- Titolo originale: The Most Beautiful, Fierce, Smart, Powerful Creature in the Entire World
- Diretto da: Oz Rodriguez
- Scritto da: Britta Lundin e Juliette Strangio

### Trama
- Guest star: LisaGay Hamilton (Evelyn Mitchell), Kevin Daniels (Franklin), Jeff Hiller (Lance), Jason Alan Carvell (Alonso St. James), Molly Price (Delilah "Didi" Polaski), Kimberli Flores (signora Sanchez), Savannah Hutson (Angie da giovane)
- Altri interpreti: Carlos Solórzano (Diego Sanchez), Bennett Abara (Bartender), Ines Sanchez-Nagakane (infermiera), Cora Lu Tran (Nico), Lacy Hartselle (Lola), Landon Price (Blaine Frost), William Romeo (Mars St. James), Victoria Parks (Annaliese), Jaiden Kaine (Garrett)

## Spingi, salta, cadi
- Titolo originale: Push, Jump, Fall
- Diretto da: Mark Tonderai
- Scritto da: Adam Toltzis e Henry "Hank" Jones

### Trama
- Guest star: Yolonda Ross (Bernadette Fleury), Margaret Cho (terapeuta), Big Boi (Ace), Jonny Beauchamp (Bon Bon Chiffon), Kenneth Mosley (Glinda Velvet / Josiah Patnett), Gregory Alan Williams (Drummond Moncrief), Jacinte Blankenship (Ruby Steele)
- Altri interpreti: Matthew Cornwell (Tim Shivers), Owen Trumbly (Max Ormewood), Jophielle Love (Cooper Ormewood), Kurt Yue (Pete Chin), Trent Fogleman (vicepresidente Tifton), Greg Wilson (Rooster McClatchy), Erika Robel (Danielle Webster), Nathan Hesse (Murph), Antwan Mills (Flynn Callaway), Kynder Bonilla (fidanzata), Jake Howarth (fidanzato)

## Salve, sceriffo
- Titolo originale: Why Hello, Sheriff
- Diretto da: Erika Christensen
- Scritto da: Karine Rosenthal e Jordan Pope

### Trama
- Guest star: Yul Vazquez (sceriffo Caleb Broussard), Scott Foley (Seth McDale), Kevin Dunn (Vince Korda), Tom Nowicki (Roy Montgomery), Michael Hanson (vicesceriffo Kenny Hall)
- Altri interpreti: Cora Lu Tran (Nico), Kurt Yue (Pete Chin), Indya Bussey (Bailey), Jill Jane Clements (Gloria), Malena Cunningham Anderson (Diana), Keegan Reese Anderson (responsabile della palestra), Jason Jamal Ligon (tirocinante flebotomista), Meghan Perry (residente)

## Ascoltare un battito del cuore
- Titolo originale: Listening to a Heartbeat
- Diretto da: Howard Deutch
- Scritto da: Inda Craig-Galván e Liz Heldens

### Trama
- Guest star: Kevin Daniels (Franklin), Scott Foley (Seth McDale), Yul Vazquez (sceriffo Caleb Broussard), Kevin Dunn (Vince Korda), Kerry Malloy (Lou), Guy Boyd (Pa Korda), Ella Jay Basco (Marni), Anire Kim Amoda (Jules)
- Altri interpreti: Todd Allen Durkin (capitano Dennis Heller), Christina Wren (Caroline), Meghan Perry (residente), Cora Lu Tran (Nico), Sharar Ali-Speakes (Gigi), Alicia Kelley (Rosie), Travis West (Ben), Melanie Kiran (infermiera), C.J. Padera (agente Rake), Damian Holther (agente GBI), Ashley Ames (infermiera)